# Phil Ochs
Philip David Ochs (El Paso, 19 dicembre 1940 – Far Rockaway, 9 aprile 1976) noto come Phil Ochs, è stato un cantautore di protesta statunitense; preferiva però definirsi un topical singer.
È stato anche musicista, interprete e giornalista (le sue canzoni topical, ovvero ispirate a temi di attualità e alla cronaca, ricordano infatti molto certo giornalismo militante), famoso per il sarcasmo tagliente, l'umorismo e l'attivismo politico. Tra le sue caratteristiche anche la voce e la tecnica poetica, consistente spesso in versi allitteranti. Scrisse centinaia di brani negli anni sessanta e settanta, pubblicando in vita otto LP. La sua canzone più nota è probabilmente I Ain't Marching Anymore (che è stata definita "Il vero inno dei sit-in contro la guerra nel Vietnam").
Si esibì in numerosi eventi politici, partecipando attivamente sia alla campagna contro la Guerra nel Vietnam sia al Civil Rights Movement; durante la sua carriera non mancò a manifestazioni studentesche e sindacali, oltre a numerosi concerti in luoghi prestigiosi come la Town Hall e la Carnegie Hall di New York. Politicamente, Ochs si definiva un "socialdemocratico di sinistra", trasformatosi in "protorivoluzionario" dopo la Convention nazionale Democratica del 1968 a Chicago, che ebbe profondi effetti sul suo stato d'animo. È stato spesso considerato un radicale animato da un autentico e profondo patriottismo, sebbene fosse interessato anche a diverse filosofie politiche ed al giornalismo, e fosse un grande appassionato di musica e di cinema.
Tra gli artisti e le personalità che lo hanno maggiormente influenzato si possono enumerare Woody Guthrie, Pete Seeger, Buddy Holly, Elvis Presley, Bob Gibson, Faron Young e Merle Haggard. Dopo un periodo assai prolifico negli anni sessanta, la salute mentale di Ochs declinò nel decennio successivo, facendolo soccombere a diversi problemi compresi la psicosi maniaco-depressiva e l'alcolismo. Si suicidò nel 1976.

## Biografia

### Gli inizi
Phil Ochs nacque a El Paso, in Texas, il 19 dicembre 1940; la sua famiglia si trasferiva spesso. Nella prima adolescenza visse a Far Rockaway, nello Stato del New York, poi a Perrysburg (nel medesimo Stato), dove iniziò a studiare la musica e a praticare il clarinetto. Si trasferì in seguito a Columbus, nello Stato dell'Ohio. La sua famiglia di classe media, di origine israelita, era apolitica e non religiosa; oltre Philip comprendeva la sorella maggiore Sonia, detta Sonny, e il fratello minore Michael (il cognome Ochs è chiaramente di origine tedesca o yiddish: significa "bue"). Il padre, Jacob ("Jack") Ochs, era un medico; la madre, Gertrude Phin Ochs, era invece scozzese di nascita. Jacob Ochs, che era stato medico militare nella II guerra mondiale, soffriva di psicosi maniaco-depressiva e non poté quindi essere molto presente nell'educazione dei figli.
Già nell'adolescenza, Phil Ochs si fece notare come valente clarinettista e ricevette lodi per il suo "straordinario istinto musicale" e per le "doti interpretative". Il suo precoce talento musicale gli consentì di suonare il clarinetto in tenera età assieme all'orchestra della Capital University dell'Ohio. Sebbene in origine Ochs suonasse musica classica, presto iniziò ad interessarsi di altri tipi di musica trasmessa in radio, come ad esempio alle prime icone del rock quali Buddy Holly e Elvis Presley. Divenne anche un grande appassionato di musica country, con una predilezione per Faron Young, Ernest Tubb, Hank Williams e Johnny Cash
Ochs passava anche molto tempo al cinema, con un'autentica passione per gli eroi del grande schermo come John Wayne e Audie Murphy; più tardi si interessò molto agli "attori ribelli" come Marlon Brando e James Dean.
Dopo essersi diplomato all'accademia militare di Staunton, in Virginia (1958), si iscrisse alla Ohio State University di Columbus. Insoddisfatto dei suoi primi risultati universitari, prese congedo e si recò in Florida. Mentre era a Miami, il diciottenne Phil Ochs fu messo in prigione per due settimane per essere stato trovato a dormire su una panchina in un parco pubblico (il reato di vagabondaggio, allora comune in molti stati degli USA), un episodio che Ochs ricordò in seguito con queste parole: "A un certo punto di quelle due settimane decisi di mettermi a scrivere. Dapprima pensai al giornalismo...e così decisi in un attimo: Sarò uno scrittore e un giornalista di punta."
Ritornò quindi in Ohio per studiare giornalismo e cominciò a interessarsi di politica, particolarmente alla Rivoluzione cubana del 1959. Fu qui che incontrò Jim Glover, un suo compagno di studi appassionato di musica folk che gli fece conoscere Pete Seeger, Woody Guthrie e i Weavers. Glover insegnò a Ochs a suonare la chitarra, e i due tennero numerose discussioni politiche. Ochs cominciò a scrivere un gran numero di articoli giornalistici, esprimendo visioni radicali. I suoi due interessi principali, la politica e la musica, presto ebbero a fondersi: nacquero così le sue "canzoni politiche a tema".
Ochs e Glover formarono un duetto, chiamato dapprima The Singing Socialists e poi The Sundowners, ma si separarono prima di essere conosciuti al grande pubblico e Glover se ne andò a New York per svolgervi la sua attività cantautorale. I genitori di Ochs e suo fratello minore si erano nel frattempo trasferiti da Columbus a Cleveland, e Phil iniziò a passarvi più tempo, esibendosi professionalmente ad un folk club locale, il Farragher's Back Room. Fece da "apripista" a diversi artisti, compresi gli Smothers Brothers nell'estate del 1961. Ochs conobbe Bob Gibson nell'estate del medesimo anno, e secondo Dave Van Ronk, Gibson divenne l'"influenza seminale" per la scrittura di Ochs. Ochs si reiscrisse alla Ohio State University, ma rimase assai deluso di non essere stato nominato direttore del giornale universitario, e abbandonò gli studi all'ultima sessione prima di laurearsi.

### La prima fase della carriera
Nel 1962 Phil Ochs si trasferì a New York iniziandovi a suonare in numerosi piccoli folk clubs; divenne ben presto parte integrante della scena musicale folk del Greenwich Village. Si fece notare come interprete non raffinato, ma appassionato, di testi ricchi di pathos sulla guerra, i diritti civili, le lotte sindacali ed altri temi che continuano ad essere importanti e che potrebbero essere descritti come di impegno sociale.
Ochs potrebbe essere descritto come un patriota impegnato nel solco della tradizione di Woody Guthrie: si definiva un "giornalista cantante" o un "cantautore giornalistico", dicendo che le sue canzoni si basavano su storie che leggeva sul Newsweek.
Nell'estate del 1963 era oramai abbastanza conosciuto nell'ambiente folk per essere invitato a cantare al Newport Folk Festival, dove eseguì Too Many Martyrs (il cui titolo originale era Ballad of Medgar Evers, scritta assieme a Bob Gibson, Talking Birmingham Jam e Power and the Glory, il suo inno alla Guthrie, patriottico ma non certamente acritico, che gli fece guadagnare un autentico trionfo da parte del pubblico; al Festival di Newport di quell'anno partecipavano anche Peter, Paul and Mary, Joan Baez, Bob Dylan e Tom Paxton.
Nel 1964 Ochs tornò a Newport, e la sua esibizione fu assai apprezzata con Draft Dodger Rag e altre canzoni. Ma non fu invitato nel 1965, nell'edizione in cui si ebbe la celebre -o famigerata, a seconda delle opinioni- "rockizzazione" di "Maggie's Farm" con una chitarra elettrica da parte di Bob Dylan. Sebbene molti nell'ambiente folk avessero rifiutato la scelta di Dylan, Ochs ne fu invece divertito e ammirò il coraggio di Dylan nello sfidare l'establishment
Ochs fornì parecchie canzoni e diversi articoli per il Broadside Magazine, che gli diede anche la prima occasione di incidere un disco. I suoi primi tre album, All the News That's Fit to Sing (1964), I Ain't Marching Anymore (1965), and Phil Ochs in Concert (1966)), tutti pubblicati per la Elektra Records, contengono alcune delle sue migliori canzoni come folksinger puro, specialmente nei due generi tradizionali cui Ochs si era dedicato nelle sue prime esibizioni, ovvero il talking blues (ad esempio, Talking Vietnam Blues) e la reinterpretazione musicale della poesia classica in lingua inglese (The Bells di Edgar Allan Poe, The Highwayman di Alfred Noyes, poi interpretata, con una differente melodia, anche da Loreena McKennitt).
Nel corso di questo primo periodo, il suo amico Bob Dylan ebbe a dire: "Semplicemente non posso competere con Phil. E sta diventando sempre migliore". Tale apprezzamento ed amichevole rivalità terminarono però nel 1965, quando Ochs criticò una canzone di Dylan e quest'ultimo lo cacciò fuori dalla sua limousine urlando: "Tu non sei un cantautore. Sei un giornalista!" ("You're not a folksinger. You're a journalist").
Nella prima parte della sua carriera, i suoi manager furono Albert Grossman (che lo era anche di Dylan e Peter, Paul & Mary), poi sostituito da Arthur Gorson, il quale era legato a organizzazioni come la Americans For Democratic Action, lo Student Nonviolent Coordinating Committee e Students for a Democratic Society
Ochs era generalmente una persona dal carattere estroverso e quasi "donchisciottesco", ma aveva dei repentini e drastici cambiamenti d'umore. Era noto per la sua capacità di divertirsi, di fraternizzare, di scherzare, di bere e di discutere a lungo con gli altri. Per quasi tutti gli anni sessanta Ochs ebbe un periodo di creatività frenetica, sviluppando ed evolvendo la sua forma d'arte musicale ad ogni nuovo album.

### La fase mediana della carriera
Nel 1967 Ochs, con suo fratello Michael come manager, lasciò la Elektra per la A&M Records e si trasferì in California, tentando un diverso approccio musicale ed arricchendo il suo stile interpretativo basato sulla chitarra acustica per mezzo di un'orchestrazione più ricca. Nei suoi successivi album in studio, Pleasures of the Harbor (1967), Tape from California (1968), Rehearsals for Retirement (1969), e Greatest Hits (1970) (dal titolo assai ironico, dato che conteneva interamente canzoni originali) si staccò dalle consuete "canzoni a tema" e sperimentò una sorta di "folk barocco", servendosi di una strumentazione da gruppo e persino da orchestra. Sperava così di sviluppare un pop-folk ibrido di successo.
Il critico Robert Christgau, scrivendo a proposito di Pleasures of the Harbor, non lo considerò una cosa ben fatta. Pur ammettendo che Ochs era "una persona gradevole...che non poteva spiacere", continuò col dire che "Purtroppo, la sua voce ha una gamma effettiva di circa mezza ottava... [e che] la sua tecnica chitarristica non ne risentirebbe molto anche se la sua mano destra fosse una zampa palmata. Proprio un peccato che abbia imparato così poco dalla poesia di Mao Tse-tung…". (Otto poesie di Mao comparivano sul libretto di Phil Ochs in Concert, con la dicitura: È questo il nemico? (Is this the enemy?) "Pleasures of the Harbor -continuava Christgau, "..riassume la decadenza del pop a partire da Sgt. Pepper. ...Le partiture sfarzose..fanno provare nostalgia per le strimpellate a tre corde.." Sempre pronto con il suo senso dell'umorismo, Ochs inserì il commento di Christgau (non attribuito) sulla sua presunta tecnica chitarristica con la mano "a zampa palmata" nel canzoniere The War is Over (1968), a pagina 44. Nonostante il suo senso dell'umorismo, Ochs fu però assai deluso che il suo lavoro non avesse ricevuto il favore critico e il successo popolare che aveva sperato.
Sebbene avesse sperimentato nuove cose dal punto di vista musicale, Ochs non abbandonò le sue radici "di protesta", sia nelle canzoni che nella vita. Canzoni come White Boots Marching in a Yellow Land and The War is Over sono potenti testi contro la guerra. Altre canzoni notevoli tratte da questi album sono Outside of a Small Circle of Friends, incentrata sull'apatia pubblica, politica e personale (una canzone in cui Ochs utilizzò il significativo esempio dell'assassinio di Kitty Genovese, uccisa nonostante le sue grida di aiuto fossero state udite da altre persone, per dimostrare la natura ambigua della società); Crucifixion, dove paragona la morte di Gesù a quella del presidente John F. Kennedy come parte di un inevitabile "ciclo sacrificale" con cui il mondo fabbrica gli eroi e poi celebra la loro distruzione; Chords of Fame, dove si mette in guardia contro i pericoli e le corruzioni della fama; Pleasures of the Harbor, un ritratto lirico del marinaio solitario che cerca un legame umano lontano da casa; Jim Dean of Indiana, omaggio a un ragazzino di paese partito per diventare una stella del cinema, ma che finisce morto e sepolto nel suo paese di origine; e la triste e bella William Butler Yeats Visits Lincoln Park and Escapes Unscathed, sulla disperazione provata dopo i tumulti susseguiti alla Convention Democratica di Chicago del 1968. Nessuna di queste canzoni fu un successo, nonostante Outside a Small Circle of Friends fosse trasmessa in radio ed avesse raggiunto il nº 118 nella hit parade prima di essere proibita da molte emittenti radiofoniche per aver suggerito (forse sarcasticamente) che "fumare marijuana è più divertente che bere birra". Fu il miglior risultato in classifica di Phil Ochs, se si eccettua l'enorme successo avuto da una sua canzone, la celebre There But for Fortune, ma nell'interpretazione di Joan Baez. La canzone fu anche nominata per un Grammy.
Grande appassionato e esperto di cinema per tutta la vita, Ochs trasferì nelle sue canzoni anche le storie di giustizia e ribellione che aveva visto nei film da ragazzo; arrivò a descrivere alcune delle sue canzoni come "cinematografiche" (ad esempio nell'introduzione parlata a Ringing of Revolution, dall'album Phil Ochs in Concert). Rimase però assai deluso e amareggiato quando uno dei suoi eroi di un tempo, John Wayne interpretò Berretti verdi, un film che Ochs considerò di patriottismo cieco.
Phil Ochs è noto soprattutto per essere stato un attivista politico. Rimase profondamente colpito dall'escalation della Guerra nel Vietnam, il che lo portò a partecipare senza posa ai raduni contro la guerra in tutto il paese; sostenne attivamente la candidatura di Eugene McCarthy. Organizzò numerosi raduni "The War is Over" ("...Siete stanchi tutti di questa guerra di merda? Allora, amici, fate quel che io ed altre migliaia di americani hanno fatto: dichiarate che la guerra è finita".).
Gli avvenimenti del 1968 -l'assassinio di Martin Luther King e Robert F. Kennedy, i violenti tumulti di Chicago e l'elezione di Richard Nixon - lasciarono Ochs disilluso e depresso. La copertina del suo album del 1969, Rehearsals for Retirement ritrae una pietra tombale con la scritta:
PHIL OCHS

(AMERICAN)

BORN: EL PASO, TEXAS, 1940

DIED: CHICAGO, ILLINOIS, 1968

### L'ultima fase della carriera
Phil Ochs ritenne di dover tornare alle sue radici musicali per cercare di influenzare maggiormente l'opinione pubblica, le persone "normali", la classe operaia e la middle class, parlando direttamente alla gente. Pensava di dover essere "un po' Elvis, un po' Che Guevara. Ordinò un completo in lamé dorato al sarto di Elvis Presley, Nudie Cohn che indossò per la copertina di Greatest Hits e nella sua tournée (particolarmente alla Carnegie Hall, nel marzo 1970) dove cantò medleys di Buddy Holly, Elvis Presley e Merle Haggard assieme ad alcune nuove canzoni da Greatest Hits e a reinterpretazioni di sue vecchie canzoni. I concerti alla Carnegie Hall (immortalati nell'album Gunfight at Carnegie Hall) furono accolti con ostilità da alcuni spettatori, ma apprezzati grandemente da altri. Il primo concerto serale fu interrotto da un falso allarme bomba; il secondo, a mezzanotte, andò avanti fino alle 3 di mattina coi fans fedeli che tributarono a Ochs un trionfo.
Durante il periodo dei "concerti del completo dorato", Phil Ochs assumeva parecchie pillole per affrontare esibizioni talvolta estenuanti. Stava prendendo il Valium da anni per controllare meglio il suo stato nervoso, e beveva pesantemente. Ad un certo punto gli fu prescritto persino il litio per i suoi crescenti problemi mentali, benché prenderlo non gli piacesse. I tranquillanti lo sedavano talvolta troppo per permettergli di esibirsi nel modo che desiderava, cosicché cercò di contrastare i loro effetti con delle anfetamine, con effetti spesso devastanti. Il pianista Lincoln Mayorga ricorda questo periodo: "Durante quella tournée abusava di sé stesso pesantemente, dal punto di vista fisico. Il vino lo tirava da una parte, e le anfetamine dall'altra. Era in uno stato pietoso. C'erano di mezzo molti farmaci, molte pillole. Non ho mai visto una cosa come questa". Phil Ochs decise allora di provare a smettere di prendere farmaci, ma l'alcool rimase la sua droga preferita per il resto della sua vita.
Phil Ochs non incise altri album in studio. In parte depresso dalla mancanza di un vasto apprezzamento, sentimento aggravato dalle disillusioni, scivolò sempre di più nella psicosi maniaco-depressiva, nell'alcolismo e nell'abulia, cercando però di proseguire il suo attivismo politico in diversi modi, ogni volta che poteva.

### Viaggi all'estero
Phil Ochs cominciò a viaggiare per il mondo. Conobbe Víctor Jara, il celebre cantautore cileno che sosteneva il presidente Salvador Allende, marxista democraticamente eletto nel 1970. Entrambi sarebbero morti durante il colpo di Stato militare dell'11 settembre 1973, il primo imprigionato e torturato nello stadio nazionale di Santiago del Cile (ora denominato Estadio Víctor Jara), il secondo durante il bombardamento del palazzo presidenziale.
Nell'ottobre del 1970 si esibì assieme a Joni Mitchell, James Taylor e alla band canadese dei Chilliwack in occasione del primo concerto di beneficenza per Greenpeace, che aveva lo scopo di raccolta fondi per inviare una nave a protestare contro il test di una bomba all'idrogeno che gli USA avevano programmato presso l'isola aleutina di Amchitka. Nel dicembre del 1971 Phil Ochs fu personalmente invitato da John Lennon a cantare nel corso di un grande concerto di beneficenza in favore del poeta John Sinclair, che era stato arrestato con accuse di poco conto relative alla droga, ma che aveva subito una sentenza eccessivamente severa; Ochs cantò al concerto Free John Sinclair assieme a Stevie Wonder, Allen Ginsberg e molti altri; l'evento culminò con la prima esibizione di Lennon dopo lo scioglimento dei Beatles, assieme a Yōko Ono.
Dal punto di vista compositivo, questo non fu un periodo prolifico per Ochs, ma il suo genio non era svanito, vedi la riscrittura di una sua vecchia canzone satirica, Here's To The State Of Mississippi, trasformata in una versione ancor più sarcastica e Here's To The State of Richard Nixon, che contiene un riferimento tagliente anche per il vicepresidente Spiro Agnew. Nonostante la sua disillusione nei confronti dell'attività politica dopo le elezioni presidenziali del 1968, Ochs continuò a lavorare per le campagne presidenziali di candidati che si opponevano alla guerra, come George McGovern (che ottenne un insuccesso clamoroso alle presidenziali del 1972), e ad esibirsi di tanto in tanto.
Durante un viaggio in Africa nel 1973, Phil Ochs fu aggredito e subì un tentativo di strangolamento da parte di alcuni banditi che intendevano derubarlo, riportandone un serio danno alle corde vocali. Tale episodio aggravò ancor di più i suoi problemi mentali, rendendolo sempre più paranoico; si convinse che l'aggressione fosse stata organizzata da agenti governativi (l'ipotesi che l'FBI lo avesse schedato e tenesse corposi fascicoli sulla sua persona si rivelò poi del tutto esatta), ma continuò il suo viaggio e registrò un single in Africa.
Al suo ritorno dall'Africa, Ochs fu sconvolto dalla morte di Allende e Jara durante il golpe di Pinochet, e nel maggio 1974 organizzò un grande concerto intitolato An Evening with Salvador Allende al Felt Forum del Madison Square Garden, che prevedeva la proiezione di film su Allende nonché la presenza di cantanti folk e attivisti politici come Pete Seeger, Arlo Guthrie, Bob Dylan e l'ex Procuratore Generale degli Stati Uniti, Ramsey Clark. Dylan accettò all'ultimo momento di partecipare, quando era venuto a sapere che il concerto aveva venduto così pochi biglietti da essere in pericolo di cancellazione. Una volta annunciata e confermata la partecipazione di Dylan, tutti i biglietti andarono esauriti in breve tempo.
Questo portò a una riconciliazione tra Dylan e Ochs, che parlarono anche di fare una tournée assieme. Non se ne fece nulla, ma l'idea si sviluppò comunque nella Rolling Thunder Revue dylaniana.
La guerra nel Vietnam terminò ufficialmente il 30 aprile 1975; in quello che fu il suo ultimo evento da attivista, Phil Ochs organizzò un raduno The War is Over finale al Central Park di New York, cui presero parte 100.000 persone venute a ascoltare lui, Harry Belafonte, Odetta, Pete Seeger e altri. Ochs e Joan Baez eseguirono insieme There But for Fortune, e Ochs chiuse con un'ultima esecuzione della sua The War is Over, asserzione finalmente vera.

### Il declino e la morte
Profondamente deluso del mancato successo commerciale e incapace di scrivere nuove canzoni, Ochs era anche tormentato dalla psicosi maniaco-depressiva e da problemi di identità dissociata, con il personaggio-alter ego, alcolizzato e caotico, di John Butler Train. Dopo una spirale di caduta ed una lunga serie di comportamenti abnormi ed autodistruttivi, Phil Ochs si suicidò il 9 aprile 1976 a casa di sua sorella, a Far Rockaway nello Stato del New York, dove aveva vissuto da bambino. Lasciato solo dalla sorella per soli dieci minuti, mentre lei era andata a fare la spesa, Ochs si impiccò alla porta del bagno. Il giorno successivo fu cremato, e le sue ceneri disperse dall'amico Andy Wickham dall'alto del castello di Edimburgo, che aveva visitato da bambino (la madre di Ochs era scozzese).
Molti anni dopo la sua morte, fu rivelato che l'FBI aveva prodotto un dossier di 410 pagine su Ochs. Molte delle informazioni contenute nel dossier si riferivano alla sua associazione con figure della controcultura, organizzatori di proteste, musicisti ed altri cosiddetti "sovversivi". Il lavoro dell'FBI non era peraltro ben fatto: addirittura, spesso, l'ortografia del cognome era sbagliata (Oakes) e la raccolta dei dati era stata continuata dopo la morte di Ochs, ignorando del tutto che era deceduto. Un commosso e partecipato ricordo di Phil Ochs fu pronunciato al Congresso di Washington da Bella Abzug, parlamentare pacifista, il 29 aprile 1976.
Il critico Robert Christgau, lo stesso che aveva criticato pesantemente Pleasures of the Harbor, dieci giorni dopo la morte di Ochs scrisse un articolo su Village Voice dove dichiarava di aver imparato ad apprezzare molto la musica e le canzoni di Ochs, compresa la sua tecnica chitarristica; Evidentemente troppo tardi perché il diretto interessato potesse apprezzarlo.

## L'eredità di Phil Ochs
Ad oltre quaranta anni dalla sua morte, Phil Ochs continua ad avere influenza su autori, interpreti e appassionati in tutto il mondo, molti dei quali mai lo hanno visto esibirsi dal vivo. Esistono in rete diversi gruppi di discussione e mailing list dedicate a Ochs e alla sua musica.; vi sono inoltre parecchi siti contenenti brani musicali, fotografie ed altri links (anche una pagina MySpace). Articoli, libri e tesi di laurea su Phil Ochs continuano ad essere scritti e pubblicati (ad esempio, la Big Bridge Press ha dedicato un intero numero alla sua opera): questo fa sì che il nome e l'opera di Phil Ochs siano stati tramandati ad una nuova generazione di fans. Sua sorella maggiore, Sonny Ochs (Tanzman) conduce una serie di Phil Ochs Nights, con gruppi di interpreti a rotazione che cantano le sue canzoni in parecchie città degli USA; il fratello minore, Michael Ochs, noto archivista fotografico sul mondo del rock, aiutato dalla figlia Meegan Lee Ochs, ha prodotto un vasto "cofanetto" di canzoni intitolato Farewells & Fantasies, titolo tratto dalla firma di chiusura sulla "cartolina" sul retro di Tape from California: "Farewells & Fantasies, Folks, P. Ochs" .
Phil Ochs si era sposato con Alice Skinner Ochs nel 1962. Se ne separò nel 1965, senza però mai divorziare.

### Cover e riproposte
Numerose canzoni di Phil Ochs sono state riproposte, tra gli altri da David Rovics, Cher, Cilla Black, Gordon Lightfoot, Pete Seeger, Brian Ritchie, Judy Collins, Harry Nilsson, Dave Van Ronk, Carolyn Hester, Julie Felix, Jim and Jean, Joan Baez, Eric Andersen, Billy Bragg, Peter Asher, Bastro, Teenage Fanclub, Ani DiFranco, Gene Clark, Dick Gaughan, Eugene Chadbourne, John Wesley Harding, Crispian St. Peters, Eddie Vedder, The Weakerthans, Marianne Faithfull, Travis MacRae, Melanie Safka, Diamanda Galás, They Might Be Giants, Ray Naylor, Black 47, Ryan Harvey, The Shrubs, Thea Gilmore, Pat Humphries, Tempest ed Henry Cow.
Jello Biafra e Mojo Nixon, nel loro album Prairie Home Invasion, hanno inciso una versione di Love Me, I'm a Liberal con un testo aggiornato al periodo presidenziale di Bill Clinton. Evan Greer, membro del collettivo Riot Folk!, ha in seguito adattato la stessa canzone alla presidenza di George W. Bush. Ryan Harvey, anch'egli membro di Riot Folk!, ha rifatto Cops of the World con un testo aggiornato. I Clash hanno utilizzato alcuni versi da United Fruit di Ochs nella loro canzone Up in Heaven (Not Only Here), uscita nel loro album Sandinista! del 1980.
Nel 1998 la Sliced Bread Records ha pubblicato What's That I Hear?: The Songs of Phil Ochs, un set di 2 CD contenente 28 cover ochsiane eseguite da artisti come Billy Bragg, Sammy Walker, Magpie, Dave Van Ronk, Tom Paxton, Eric Andersen, Arlo Guthrie, Peter Yarrow, Nanci Griffith, John Gorka, Pat Humphries ed altri. Nel libretto si dichiara che tutti gli utili di vendita del set saranno divisi tra la Fondazione ACLU della California Meridionale e la rivista Sing Out.
Nel 2002, con il consenso della sorella di Phil Ochs, Sonny, Richard Thompson ha aggiunto un verso a I Ain't Marching Anymore, riflettente la recente politica estera americana.
Nel 2006, in occasione della loro performance al programma Storytellers del canale televisivo VH1, i Pearl Jam hanno proposto una cover di Here's To the State of Mississippi con un testo aggiornato contenente riferimenti a Jerry Falwell, Dick Cheney, John G. Roberts, Alberto Gonzales e George W. Bush. Durante una successiva tappa a Inglewood del tour dei Pearl Jam, Eddie Vedder ha rivelato che questa nuova versione, una feroce critica all'amministrazione Bush, era stata originariamente scritta e proposta durante il Vote for Change Tour dal regista Tim Robbins, che è stato invitato sul palco a duettare con il cantante.
I Kind Of Like Spitting hanno pubblicato un intero album intitolato Learn: The Songs Of Phil Ochs, consistente nelle cover di nove canzoni scritte da Ochs e da lui originariamente incise, come tributo alla sua musica e per far crescere l'interesse attorno ad un artista che considerano da molti negletto. Durante la sua susseguente tournée come solista, il frontman dei Kind of Like Spitting, Ben Barnett, ha rifiutato di far mettere in vendita le magliette con il nome del suo gruppo, scegliendo invece magliette nere con la scritta 'OCHS' in lettere maiuscole bianche.

### Tributi
La canzone di Todd Snider Thin Wild Mercury, eseguita e incisa da Peter Cooper, parla del famoso episodio in cui Ochs fu cacciato fuori dalla limousine di Bob Dylan. Contiene un verso terribile dedicato a Dylan, «Judas went electric and he never looked back». ("Giuda è passato alla chitarra elettrica e non si è più guardato indietro"). Phil Ochs è menzionato anche nella canzone di Dar Williams All My Heroes are Dead, in Gezundheit di Will Oldham, e in The Day dei They Might Be Giants. Il Josh Joplin Group ha inciso un tributo eponimo a Ochs nell'album Useful Music. Nel loro album Closer to the Wind (1981), gli Schooner Fare hanno inciso Don't Stop To Rest (Song for Phil Ochs).
Inoltre, la figura di Ochs è centrale in quella che è forse la più famosa canzone a lui dedicata, I Dreamed I Saw Phil Ochs Last Night di Billy Bragg, dal suo album del 1990 The Internationale (contenente anche la versione inglese rinnovata dell'Internazionale). A sua volta, la canzone è il rifacimento di I Dreamed I Saw Joe Hill Last Night di Alfred Hayes e Earl Robinson. Il gruppo britannico Latin Quarter ha inserito una canzone intitolata Phil Ochs nell'album Long Pig del 1993. Il folksinger John Wesley Harding ha pure inciso una canzone intitolata Phil Ochs, Bob Dylan, Steve Goodman, David Blue & Me, il cui titolo riprende precisamente quello di una canzone di Ochs, Bach, Beethoven, Mozart and Me. La cantante Nanci Griffith ha scritto una canzone su Ochs intitolata Radio Fragile. Il cantante folk-punk inglese Al Baker ha inciso una canzone intitolata All The News That's Fit to Sing, in riferimento al titolo del primo album in studio di Phil Ochs. Il musicista cajun Vic Sadot ha scritto una canzone su Ochs intitolata Broadside Balladeer, mentre la cantautrice Jen Cass ha inciso una canzone intitolata Standing in Your Memory (For Phil Ochs). Harry Chapin ha scritto e interpretato The Parade's Still Passing By in riferimento a One More Parade. Tom Paxton, esprimendo i suoi sentimenti di quando seppe della morte di Ochs, ha inserito nel suo album del 1978 Heroes una toccante canzone intitolata semplicemente Phil. Nell'album dei Kind of Like Spitting In the Red, del 2005, il frontman Ben Barnett ha inserito la canzone Sheriff Ochs ispiratagli dalla lettura di una sua biografia.
Infine, il gruppo punk Squirrel Bait ha menzionato Ochs come fonte creativa decisiva nelle note di libretto dell'album Skag Heaven, del 1986, e ha coverato Tapes from California. Il cantautore greco Dimitris Panagopoulos ha dedicato un suo album del 1987, Unstable Equilibrium, alla memoria di Phil Ochs.

### Phil Ochs e l'Italia
Phil Ochs conta almeno quattro cover anche in lingua italiana, ma tutte della stessa canzone, There But for Fortune. La prima, intitolata Ma sto pagando (1966), è opera del duo Tony e Nelly, ovvero di Tony Cucchiara e della moglie Nelly Fioramonti (DURIUM LDA7483); la seconda, sulla stessa musica ma con testo totalmente diverso (di Daniele Pace), si intitola Fammi vedere e fu interpretata dal duo Jonathan e Michelle. La terza, anch'essa diversa nel testo, si intitola Non è solo un caso ed è cantata da Maria Monti. La quarta col titolo Perché non tu?, con ancora un altro testo, di Luciano Scaglianti, e musica leggermente adattata al contesto del canto corale, è stata interpretata dal Gruppo Musicale 'Anawîm nell'album Cammina con noi nel 1978.
Da segnalare che Phil Ochs ha scritto ed eseguito una canzone ispirata, seppur metaforicamente, all'Alluvione di Firenze: The Floods of Florence. La canzone è contenuta nell'album Tape from California (1968).

### Cultura di massa
Tra i molti ammiratori e fan di Phil Ochs si possono annoverare lo scrittore di racconti Breece D'J Pancake (anch'egli morto in giovane età per un presunto suicidio) e l'attore Sean Penn. La figlia di Ochs, Meegan Lee, scrive nella prefazione a Farewells & Fantasies di aver discusso "per molti anni" con Penn sulla possibilità di fare un film su Phil Ochs. L'autobiografia dello scrittore Jim Carroll, Jim entra nel campo di basket (The Basketball Diaries), è dedicata a Phil Ochs.
Grant McLennan, dei Go-Betweens, indossava una maglietta con la scritta "Get out of the car Ochs" ("Esci fuori dalla macchina, Ochs") in una foto promozionale (ancora un riferimento alla "cacciata dalla limousine" di Bob Dylan). Il film Spanking the Money contiene un riferimento a Ochs e al suo suicidio. Phil Ochs è nominato nei racconti di Stephen King The Tommyknockers e Hearts in Atlantis.

## Affiliazioni professionali
- Ochs era membro della American Federation of Television and Radio Artists[42], affiliata alla AFL-CIO, la maggiore organizzazione sindacale americana.
- La casa editrice musicale da lui fondata assieme ad Arthur Gorson, la Barricade Music, era affiliata alla ASCAP.

## Discografia

### Album in studio e incisioni dal vivo
- All the News That's Fit to Sing (Elektra, 1964)
- I Ain't Marching Anymore (Elektra, 1965)
- Phil Ochs in Concert (Elektra, 1966)
- Pleasures of the Harbor (A&M, 1967)
- Tape from California (A&M, 1968)
- Rehearsals for Retirement (A&M, 1969)
- Greatest Hits (A&M, 1970)
- Gunfight at Carnegie Hall (A&M Canada, 1974)

### Compilation e altri album
- The Campers: Camp Favorites (Cameo, 1962)
- Chords of Fame (A&M, 1976)
- Sings for Broadside (Folkways, 1976)
- Interviews with Phil Ochs (Folkways, 1976)
- A Toast to Those Who Are Gone (Rhino, 1986)
- The War Is Over: The Best of Phil Ochs (A&M, 1988)
- The Broadside Tapes 1 (Folkways, 1989)
- There But for Fortune (Elektra, 1989)
- There and Now: Live in Vancouver 1968 (Rhino, 1991)
- Live at Newport (Vanguard, 1996)
- Farewells & Fantasies (Elektra and Rhino, 1997)
- American Troubadour (A&M Britain, 1997)
- The Early Years (Vanguard, 2000)
- 20th Century Masters: The Millennium Collection: The Best of Phil Ochs (Universal, 2002)
- Cross My Heart: An Introduction to Phil Ochs (Polydor, 2004)
- Amchitka, The 1970 Concert That Launched Greenpeace (Greenpeace, 2009)
- On My Way (Micro Werks, 2010)